# Aderus amulae
Aderus amulae é uma espécie de inseto besouro da família Aderidae. Foi descrita cientificamente por George Charles Champion em 1890.

## Distribuição geográfica
Habita em México.